# 30 май
30 май е 150-ият ден в годината според григорианския календар (151-ви през високосна). Остават 215 дни до края на годината.

## Събития
- 1431 г. – Стогодишната война: В Руан, Франция, 19-годишната Жана д'Арк е изгорена на клада от английско ориентирания трибунал.
- 1498 г. – Христофор Колумб се отправя на третата си експедиция.
- 1527 г. – Основан е Марбургския университет в Марбург, първият протестантски университет в света.
- 1814 г. – Наполеоновите войни: Подписан е Парижкия договор, с който френските граници са върнати към състоянието си през 1792 г.
- 1876 г. – Априлското въстание: Ръководителите на Трети революционен окръг се събират начело със Стоян Заимов във врачанската църква „Свето Възнесение Господне“ и обявяват въстанието. Сформирана е малка чета.
- 1876 г. – Априлското въстание: Четата на Христо Ботев води сражение на Милин камък.
- 1876 г. – В Цариград е извършен държавен преврат, ръководен от Мидхат паша. Абдул Азис е детрониран, а за султан е провъзгласен Мурад V.
- 1913 г. – Подписан е Лондонския мирен договор, с който се слага край на Балканската война. България получава пристанището Дедеагач.
- 1917 г. – Александрос I става крал на Гърция.
- 1918 г. – Народнолибералите на Добри Петков напускат правителството и то губи мнозинството си в XVII обикновено народно събрание.
- 1922 г. – Във Вашингтон е открит Мемориал на Ейбрахам Линкълн.
- 1934 г. – Политическият кръг Звено се саморазпуска.
- 1941 г. – Втората световна война: Германската армия превзема остров Крит.
- 1942 г. – Втората световна война: Британската авиация извършва бомбардировка над Кьолн с над 1000 самолета.
- 1949 г. – Приета е Конституцията на Източна Германия.
- 1961 г. – Самолетът, който изпълнява полет 897 на VIASA се разбива в Атлантическия океан край бреговете на Португалия и убива всички 61 души на борда.
- 1966 г. – 300 самолета на САЩ бомбардират Северен Виетнам.
- 1967 г. – Африканската държава Биафра обявява независимостта си от Нигерия.
- 1968 г. – Бийтълс започват да записват своя Бял албум.
- 1968 г. – Президентът на Франция Шарл дьо Гол разпуска парламента в обръщение по радиото. Непосредствено след това близо един милион негови поддръжници излизат на шествие по Шанз-Елизе в Париж.
- 1971 г. – Програма Маринър: Изстрелян е безпилотният космически апарат Маринър 9, чиято главна цел е картографиране на повърхността на Марс.
- 1975 г. – В София е открит Домът на съветската наука и култура.
- 1980 г. – Йоан Павел II става първият папа, който посещава Франция насам от 1814 г.
- 1982 г. – Испания става 16-а страна-членка на НАТО.
- 1986 г. – Европейската космическа агенция изстрелва ракетата Ариана-2.
- 1998 г. – Мощно земетресение в Северен Афганистан отнема живота на над 5000 души.
- 2009 г. – По време на участието си в предаването Сървайвър 4, Нончо Воденичаров получава сърдечен удар след загубата на отбора му и умира близо 20 минути по-късно.

## Родени
- 1782 г. – Константин Полторацки, руски офицер († 1858 г.)
- 1814 г. – Йожен Шарл Каталан, френско-белгийски математик († 1894 г.)
- 1814 г. – Михаил Бакунин, руски революционер († 1876 г.)
- 1845 г. – Амадей I, Крал на Испания († 1880 г.)
- 1846 г. – Петер Карл Фаберже, руски бижутер († 1920 г.)
- 1876 г. – Жан Нику, шведски индустриалец († 1930 г.)
- 1881 г. – Георг фон Кюхлер, немски фелдмаршал († 1968 г.)
- 1893 г. – Стоил Стоилов, български режисьор, актьор и театрален деец († 1944 г.)
- 1896 г. – Хауърд Хоукс, американски режисьор († 1977 г.)
- 1901 г. – Христо Бръзицов, български публицист († 1980 г.)
- 1907 г. – Антон Маринович, български театрален и кинорежисьор († 1976 г.)
- 1908 г. – Ханес Алфвен, шведски физик, Нобелов лауреат († 1995 г.)
- 1921 г. – Джейми Юис, южноафрикански режисьор, сценарист и продуцент († 1996 г.)
- 1922 г. – Александър Матковски, историк от Република Македония († 1992 г.)
- 1922 г. – Хал Клемънт, американски писател († 2003 г.)
- 1928 г. – Густав Леонхард, нидерландски музикант († 2012 г.)
- 1930 г. – Цвета Унджиева, български учен († 2000 г.)
- 1934 г. – Алексей Леонов, съветски космонавт († 2019 г.)
- 1937 г. – Любиша Георгиевски, театрален режисьор, писател и политик († 2018 г.)
- 1940 г. – Дейвид Ейкройд, американски актьор
- 1946 г. – Драган Джаич, сръбски футболист
- 1949 г. – Симеон Симев, журналист от Република Македония
- 1950 г. – Бертран Деланое, френски политик
- 1958 г. – Мари Фредриксон, шведска поп-певица (Роксет) († 2019 г.)
- 1961 г. – Иван Говедаров, български футболист
- 1964 г. – Венко Андоновски, писател от Република Македония
- 1964 г. – Ивайло Калфин, български политик
- 1964 г. – Том Морело, американски китарист
- 1971 г. – Петьо Гарвански, български инженер
- 1971 г. – Станислава Армутлиева, български продуцент, председател на Управителния съвет на БАМП
- 1972 г. – Юахим Рьонинг, норвежки кинорежисьор
- 1980 г. – Йоахим Щандфест, австрийски футболист
- 1980 г. – Стивън Джерард, английски футболист
- 1981 г. – Андрей Аршавин, руски футболист
- 1986 г. – Паша Парфени, молдовски певец
- 1989 г. – Александра Дюлгеру, румънска тенисистка
- 1990 г. – Юна, корейска певица

## Починали
- 339 г. – Евсевий Кесарийски, византийски историк (* 263 г.)
- 1416 г. – Йероним Пражки, чешки учен (* 1379 г.)
- 1431 г. – Жана д'Арк, френска героиня (* ок. 1412)
- 1574 г. – Шарл IX, крал на Франция (* 1550 г.)
- 1593 г. – Кристофър Марлоу, английски драматург (* 1564 г.)
- 1640 г. – Петер Паул Рубенс, фламандски художник (* 1577 г.)
- 1744 г. – Александър Поуп, английски поет (* 1688 г.)
- 1770 г. – Франсоа Буше, френски художник (* 1703 г.)
- 1778 г. – Волтер, френски философ (* 1694 г.)
- 1808 г. – Луи-Шарл Орлеански, френски благородник (* 1779 г.)
- 1903 г. – Дичо Андонов, български революционер (* 1882 г.)
- 1905 г. – Богдан Югович Хайнц, войвода на сръбската пропаганда (* 1882 г.)
- 1912 г. – Уилбър Райт, американски летец (* 1867 г.)
- 1916 г. – Джон Сингълтън Мосби, американски военен деец (* 1933 г.)
- 1920 г. – Стефан Паприков, български генерал (* 1858 г.)
- 1941 г. – Иван Томов, морски капитан (* 1898 г.)
- 1941 г. – Рама VII, крал на Сиам (* 1893 г.)
- 1942 г. – Борис Сафонов, съвенски военен пилот (* 1915 г.)
- 1949 г. – Марку Беза, румънски писател (* 1882 г.)
- 1954 г. – Кларънс Оберндорф, американски психиатър (* 1882 г.)
- 1960 г. – Борис Пастернак, руски писател, носител на Нобелова награда за литература през 1958 г. (* 1890 г.)
- 1960 г. – Луи Йелмслев, датски лингвист (* 1899 г.
- 1963 г. – Невена Дончева, българска певица (* 1909 г.)
- 1967 г. – Клод Рейнс, американски актьор (* 1889 г.)
- 1978 г. – Тецу Катаяма, министър-председател на Япония (* 1887 г.)
- 1979 г. – Илка Попова, българска певица (* 1905 г.)
- 1981 г. – Зиаур Рахман, президент на Бангладеш (* 1936 г.)
- 1985 г. – Григорий Майстрос, гръцки духовник (* 1917 г.)
- 1993 г. – Сън Ра, американски музикант (* 1914 г.)
- 2001 г. – Георги Божилов, български художник (* 1935 г.)
- 2007 г. – Делчо Делчев, български генерал (* 1920 г.)
- 2009 г. – Нончо Воденичаров, български певец (* 1955 г.)
- 2012 г. – Андрю Хъксли, английски физиолог и биофизик, носител на Нобелова награда (* 1917 г.)
- 2023 г. – Борис Луканов, български актьор (* 1936 г.)

## Празници
- Православна църква – св. Емилия (светица)
- Ангуила – Ден на Ангуила (1967 г., въвеждане на самостоятелна полиция, с ранг на национален празник)
- Украйна – Ден на работниците в издателствата, книгоразпространението и полиграфията
- Хърватия – национален празник